# Coryneum terrophilum
Coryneum terrophilum är en svampart som först beskrevs av Goos & E.F. Morris, och fick sitt nu gällande namn av B. Sutton 1986. Coryneum terrophilum ingår i släktet Coryneum och familjen Pseudovalsaceae.   Inga underarter finns listade i Catalogue of Life.